# Bezirksliga Niederschlesien 1938/39
Die Bezirksliga Niederschlesien 1938/39 war die sechste Spielzeit der Bezirksliga Niederschlesien. Sie diente, neben der Bezirksliga Mittelschlesien 1938/39 und der Bezirksliga Oberschlesien 1938/39 als eine von drei zweitklassigen Bezirksligen dem Unterbau der Gauliga Schlesien. Die Meister der drei Bezirksklassen qualifizierten sich für eine Aufstiegsrunde, in der zwei Aufsteiger zur Gauliga ausgespielt wurden.
Die Bezirksliga Niederschlesien war in dieser Saison in zwei Gruppen mit je acht Mannschaften eingeteilt, deren Sieger in zwei Finalspielen den Bezirksmeister ausspielten. Am Ende sicherte sich der STC Görlitz die Bezirksmeisterschaft im Finale gegen TuSpo Liegnitz und nahm dadurch an der Aufstiegsrunde zur Gauliga Schlesien 1939/40 teil, bei der sich die Görlitzer gemeinsam mit dem Beuthener SuSV 09 den Aufstieg in die Gauliga sicherten. Da zum späteren Zeitpunkt entschieden wurde, die Gauliga kriegsbedingt in der nächsten Spielzeit in zwei Gruppen auszutragen, durfte ebenfalls der niederschlesische Vizemeister, TuSpo Liegnitz in die Gauliga nachrücken.

## Gruppe Ost

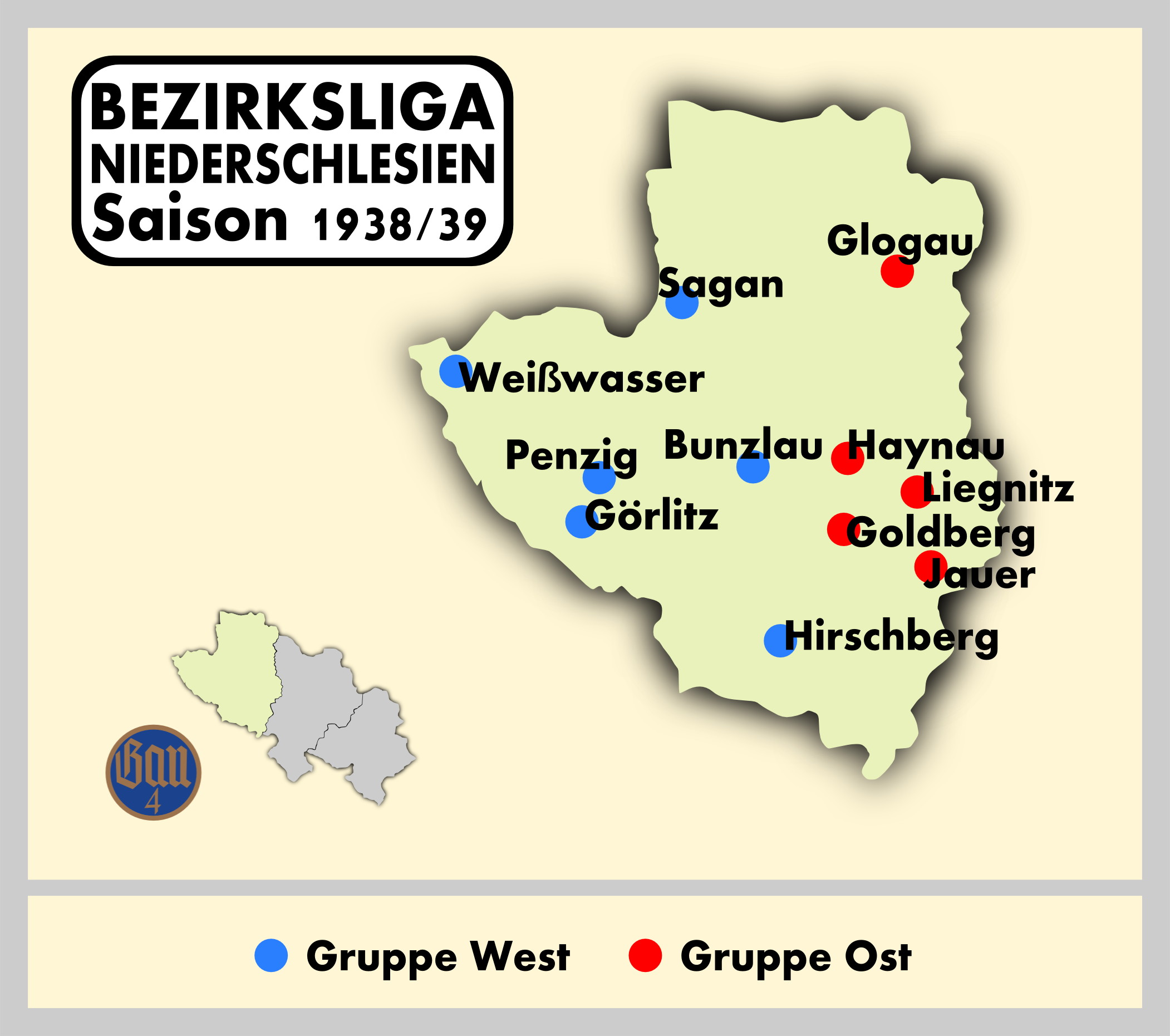
Spielorte der Bezirksliga Niederschlesien 1938/39.

| Pl. | Verein                  | Sp. | S | U | N  | Tore    | Quote | Punkte |
| --- | ----------------------- | --- | - | - | -- | ------- | ----- | ------ |
| 1.  | TuSpo Liegnitz          | 14  | 9 | 2 | 3  | 040:190 | 2,11  | 20:80  |
| 2.  | SC Preußen 1911 Glogau  | 14  | 8 | 4 | 2  | 039:240 | 1,63  | 20:80  |
| 3.  | Pionier-SV Glogau A (N) | 14  | 7 | 1 | 6  | 043:330 | 1,30  | 15:13  |
| 4.  | Liegnitzer BC Blitz 03  | 14  | 6 | 3 | 5  | 036:360 | 1,00  | 15:13  |
| 5.  | FC Preußen Goldberg     | 14  | 6 | 1 | 7  | 023:280 | 0,82  | 13:15  |
| 6.  | VfB Liegnitz            | 14  | 5 | 2 | 7  | 019:290 | 0,66  | 12:16  |
| 7.  | TSV Schlesien Haynau    | 14  | 5 | 1 | 8  | 019:270 | 0,70  | 11:17  |
| 8.  | SC Jauer                | 14  | 2 | 2 | 10 | 020:430 | 0,47  | 06:22  |

| (N) | Aufsteiger aus den 1. Kreisklassen |

### Entscheidungsspiel um Platz 1
Da sowohl die TuSpo Liegnitz, als auch der SC Preußen 1911 Glogau, nach Ende der regulären Spielzeit punktgleich waren, wurden Entscheidungsspiele ausgetragen. Das Hinspiel fand am 23. April 1939 in Görlitz statt, das Rückspiel am 30. April 1939 in Breslau. Liegnitz konnte sich durchsetzten und durfte somit am Finale um die Bezirksmeisterschaft teilnehmen.
|                | Gesamt |                        | Hinspiel  | Rückspiel |
| -------------- | ------ | ---------------------- | --------- | --------- |
| TuSpo Liegnitz | 7:2    | SC Preußen 1911 Glogau | 2:2 n. V. | 5:0       |

## Gruppe West
| Pl. | Verein                  | Sp. | S | U | N  | Tore    | Quote | Punkte |
| --- | ----------------------- | --- | - | - | -- | ------- | ----- | ------ |
| 1.  | STC Görlitz             | 14  | 7 | 4 | 3  | 034:310 | 1,10  | 18:10  |
| 2.  | ATV Penzig              | 14  | 7 | 3 | 4  | 030:190 | 1,58  | 17:11  |
| 3.  | SSVgg Bunzlau (M)       | 14  | 8 | 1 | 5  | 027:180 | 1,50  | 17:11  |
| 4.  | Gelb-Weiß Görlitz       | 14  | 7 | 3 | 4  | 038:260 | 1,46  | 17:11  |
| 5.  | TuSV Weißwasser A       | 14  | 7 | 2 | 5  | 038:210 | 1,81  | 16:12  |
| 6.  | Saganer TuSV            | 14  | 4 | 3 | 7  | 033:390 | 0,85  | 11:17  |
| 7.  | MSV Cherusker Görlitz A | 14  | 4 | 1 | 9  | 026:380 | 0,68  | 09:19  |
| 8.  | STC Hirschberg (N)      | 14  | 3 | 1 | 10 | 014:480 | 0,29  | 07:21  |

| (M) | Vorjahresmeister                   |
| (N) | Aufsteiger aus den 1. Kreisklassen |

## Finale Meisterschaft Bezirksliga
Im Finale um die Meisterschaft in der Bezirksliga trafen der Sieger der Gruppe Ost, TuSpo Liegnitz, und der Sieger der Gruppe West, STC Görlitz, aufeinander. Das Hinspiel fand am 2. April 1939 in Liegnitz, das Rückspiel am 14. Mai 1939 in Görlitz statt. Görlitz konnte sich in zwei knappen Spielen durchsetzten und nahm als niederschlesischer Vertreter an der Aufstiegsrunde zur Gauliga Schlesien 1939/40 teil, bei der die Mannschaft den Aufstieg in die Gauliga schaffte. Da kriegsbedingt zu einem späteren Zeitpunkt entschlossen wurde, die Gauliga im nächsten Jahr aufzustocken und in zwei Gruppen auszuspielen, durften auch die Liegnitzer als unterlegener Finalist in die Gauliga aufrücken.
|                | Gesamt |             | Hinspiel | Rückspiel |
| -------------- | ------ | ----------- | -------- | --------- |
| TuSpo Liegnitz | 3:4    | STC Görlitz | 2:2      | 1:2       |

## Aufstiegsrunde
In der Aufstiegsrunde spielten die einzelnen Gewinner der 1. Kreisklassen um den Aufstieg zur Bezirksliga Niederschlesien 1939/40.  Die bestplatzierte Mannschaften des Rundenturniers stieg auf.
| Pl. | Verein                                                                | Sp. | S | U | N | Tore    | Quote | Punkte |
| --- | --------------------------------------------------------------------- | --- | - | - | - | ------- | ----- | ------ |
| 1.  | RTSV Schlesien Görlitz (Gewinner 1. Kreisklasse Kreis 15)             | 6   | 4 | 1 | 1 | 016:800 | 2,00  | 09:30  |
| 2.  | Vereinigte Grünberger Sportfreunde (Gewinner 1. Kreisklasse Kreis 12) | 5   | 4 | 0 | 1 | 012:300 | 4,00  | 08:20  |
| 3.  | Reichsbahn SV Schlesien Liegnitz (Gewinner 1. Kreisklasse Kreis 13)   | 6   | 1 | 1 | 4 | 013:110 | 1,18  | 03:90  |
| 4.  | Warmbrunner SV (Gewinner 1. Kreisklasse Kreis 14)                     | 5   | 1 | 0 | 4 | 001:200 | 0,05  | 02:80  |